# Trương Nhiệm
Trương Nhiệm (chữ Hán: 張任; ?-214) là một võ tướng thời Hán mạt, đại tướng thủ hạ của quân phiệt Lưu Chương. Trong cuộc xung đột giữa 2 quân phiệt Lưu Chương và Lưu Bị nổ ra, Trương Nhiệm chịu trách nhiệm phòng thủ chống lại quân Lưu Bị, thậm chí giết được quân sư của Lưu Bị là Bàng Thống, nhưng cuối cùng vẫn thất bại và bị giết.

## Hành trạng lịch sử
Căn cứ theo tài liệu Tam quốc chí, "Tiên chủ truyện", Trương Nhiệm là người Thục quận (nay thuộc Thành Đô, Tứ Xuyên). Ông xuất thân nhà nghèo, thời trẻ đã có tiếng tăm là người đảm lược, khí tiết phi thường. Khi cha con quân phiệt Lưu Yên - Lưu Chương kế nhau làm châu mục Ích Châu, Trương Nhiệm theo làm thuộc hạ, làm đến chức Tòng sự tại Ích châu
Năm 213, Lưu Bị trở mặt và bắt đầu tiến quân về Thành Đô, Lưu Chương đã sai Trương Nhiệm, Lưu Khôi, Lãnh Bào, Đặng Hiền thống lĩnh tinh binh ra ngăn chặn quân Lưu Bị ở Bồi thành. Tuy nhiên, không lâu sau, quân Lưu Chương thất bại, phải rút về Lạc thành và bị quân Lưu Bị vây chặt. Để hạ Lạc thành, Lưu Bị đã dùng kế dụ địch, dụ cho Trương Nhiệm dẫn quân ra đuổi đánh, rơi vào trận địa phục kích tại Nhạn Kiều. Tuy chống cự quyết liệt, thậm chí quân sư của Lưu Bị là Bàng Thống cũng bị loạn tên bắn tử trận, nhưng cuối cùng Trương Nhiệm vẫn bị bắt. Lưu Bị mến tài, muốn tha cho Trương Nhiệm, nhưng bị Trương Nhiệm từ chối: "Ta là lão thần tuyệt đối không thờ 2 chủ". Sau khi Trương Nhiệm chết, Lưu Bị rất buồn và đã cho chôn cất di hài của ông tử tế.
Cảm thán trước tấm lòng trung trinh và dũng khí của Trương Nhiệm, dân gian đất Thục từ thời Tây Tấn đã nhiều lần tu sửa mộ Trương Nhiệm. Ngày này, ngôi mộ vẫn còn di tích tại thành phố Quảng Hán, tỉnh Tứ Xuyên, Trung Quốc.

## Trong văn hóa
Ông cũng là một nhân vật trong bộ tiểu thuyết Tam quốc diễn nghĩa của La Quán Trung. Trong tiểu thuyết Tam quốc diễn nghĩa, ông là người Thục Quận, vừa có sức khỏe lại có mưu lược. Khi Lưu Bị dẫn quân vào Ích Châu thì Trương Nhiệm đã mai phục bắn chết quân sư của Lưu Bị là Bàng Thống tại gò Lạc Phượng. Về sau, Lưu Bị mời Khổng Minh Gia Cát Lượng ra Ích Châu giúp mình, Khổng Minh đã dùng kế bắt sống Trương Nhiệm tại cầu Kim Nhạn. Khi được dẫn đến gặp Lưu Bị và Khổng Minh, ông không chịu hàng và bảo: "Trung thần há chịu thờ hai chúa". Khổng Minh sai đem ông ra chém để bảo toàn danh tiết cho ông.